# Wapen van Midden-Groningen

Wapen van Midden-Groningen

Het wapen van Midden-Groningen is het gemeentewapen van de gemeente Midden-Groningen dat op 22 mei 2017 door de koning per KB werd verleend. De officiële beschrijving van het wapen luidt:
Zwaluwstaartvormig doorsneden; I gedeeld; 1 in keel twee dwarsbalken van zilver met over alles heen een zittende zeedraak van sabel; 2 in sinopel een tandwiel met vier spaken van goud; II in zilver een uitgerukte elzenstruik van sabel gebladerd van sinopel en bevrucht van sabel.

## Heraldiek
Keel is de heraldische benaming voor rood, sinopel is groen, sabel is zwart. Het wapen bevat elementen uit de wapens van voorgaande gemeenten: Slochteren (de markiezenkroon en de draak), Hoogezand-Sappemeer (het tandwiel) en Menterwolde (uitgerukte elzenstruik). 
Het ontwerp is bedacht door inwoner Spreen Brouwer uit Hoogezand-Sappemeer, die in 2016 daarvoor een voorstel deed. De gemeente beperkt het gebruik van het wapen uitsluitend voor officiële gelegenheden en documenten, voor al het overige zal een logo worden ingezet.

## Verwante wapens

Wapen van Slochteren
Wapen van Hoogezand-Sappemeer
Wapen van Menterwolde

Eemsdelta 
· Groningen 
· Het Hogeland 
· Midden-Groningen 
· Oldambt 
· Pekela 
· Stadskanaal 
· Veendam 
· Westerkwartier 
· Westerwolde